# Abilly
Abilly is een gemeente in het Franse departement Indre-et-Loire (regio Centre-Val de Loire). De plaats maakt deel uit van het arrondissement Loches. Abilly telde op 1 januari 2022 1.125 inwoners.

## Geografie
De oppervlakte van Abilly bedroeg op 1 januari 2022 30,27 vierkante kilometer; de bevolkingsdichtheid was toen 37,2 inwoners per km².

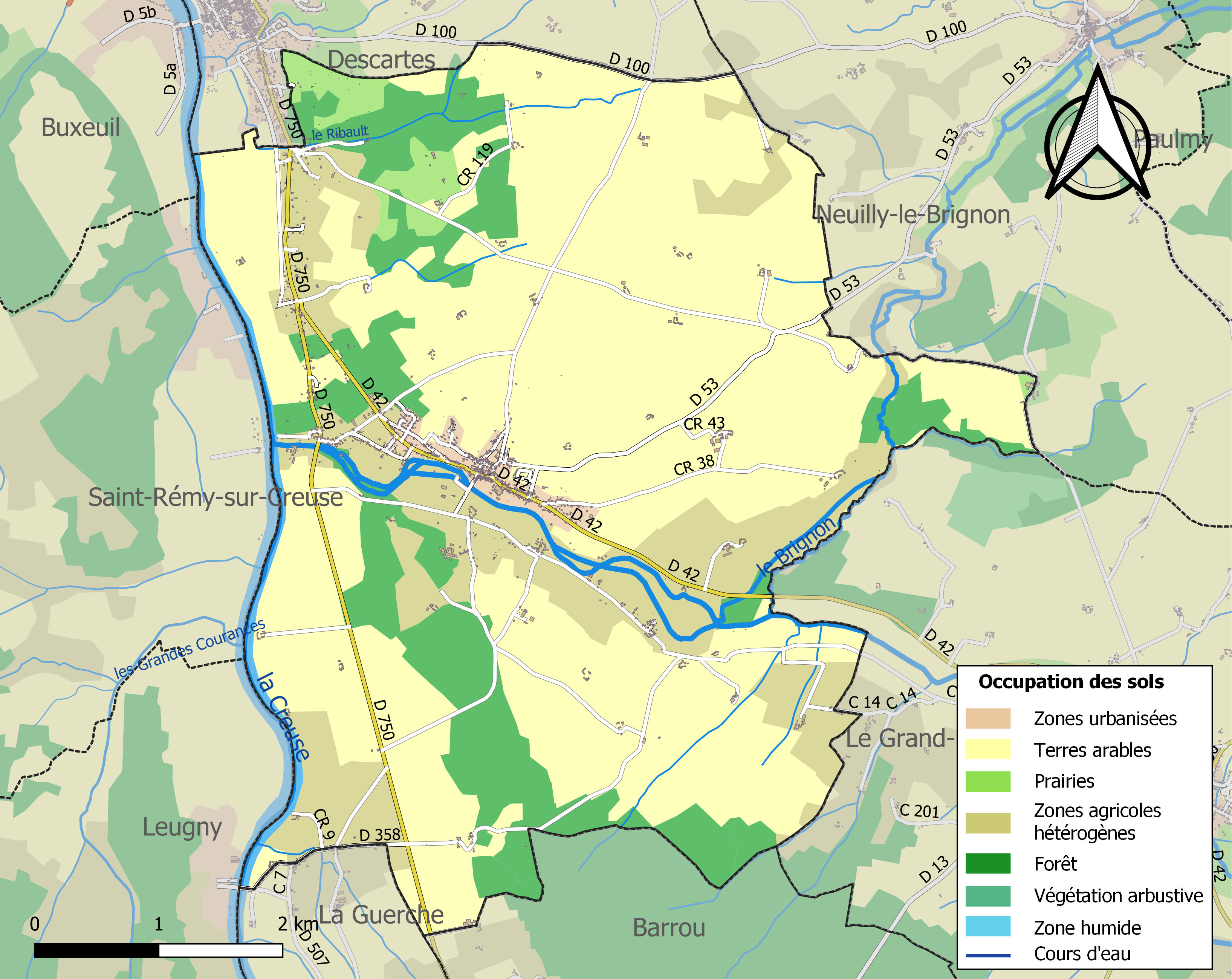
Kaart van de gemeente met belangrijkste infrastructuur, bodemgebruik en omliggende gemeenten

## Demografie
Onderstaande figuur toont het verloop van het inwonertal (bron: INSEE-tellingen).